# Diacrodon compressus
Diacrodon compressus là một loài thực vật có hoa trong họ Thiến thảo. Loài này được Sprague mô tả khoa học đầu tiên năm 1928.